# Густав Фредрік Гілленборг
Густав Фредрік Гілленборг (швед. Gustaf Fredrik Gyllenborg; 25 листопада 1731 — 30 березня 1808) — шведський письменник.
Густав Фредрік Ґілленборг народився в Суйнстаді, Естергьотланд, помер у Стокгольмі. Він був одним із провідних учасників літературного товарситва Tankebyggarorden, одного з найперших літературних товариств, яке було засновано Карлом Фредріком Еклеффом.
Густав Фредрік Гілленборг був сином рейхсрата Йохана Гілленборга. З 1746 по 1747 рік він навчався в Уппсалі, а потім з 1748 по 1751 рік в Лунді, в останньому університеті він був останнім ректором Illustris. У 1751 році його запросили як реєстратора для судових ревізій. З 1756 по 1762 рік він перебував кавалером спадкоємця престолу Густава при шведському королівському дворі. У 1762 році він був призначений Радою палати, а в 1774 році — адвокатською конторою. Для того, щоб ввести його в кар'єру державного службовця, він був обраний представником банку, брав участь у жеребкуванні номерів. Він не був політично активним.
Гілленборг також був одним із перших членів Шведської академії, де він займав 13-те місця від заснування Академії до своєї смерті в 1808 році.